# Bara Bará
Bara Bará (Bere Berê) este un single internațional interpretat decântărețul brazilian Michel Teló.

## General

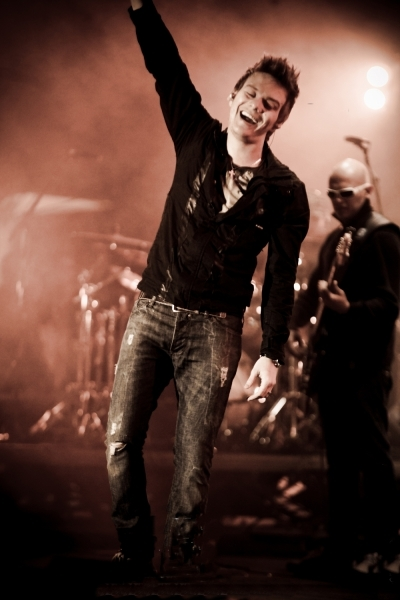
Michel Teló, interpretul cântecului

Cântecul Bara Bará a fost lansată la radio în anul 2008, de multe trupe cum ar fi: Aviões face Forró , Cristiano Araujo și Leo Rodriguez, dar varianta lui Teló a fost singura în format digital.În data de 13 iulie 2012 a fost lansat cântecu de Michel Teló, putând fiind descărcată de la orice magazin iTunes.

## Asemănări
Cântecul se aseamănă foarte mult cu "Ai Se Eu Te Pego", fiindcă sunetele de fundal sunt aceleași, dar diferă toar ritmul.

## Topuri
| Anul | Titlu       | Poziția în topuri | Poziția în topuri | Poziția în topuri | Poziția în topuri | Poziția în topuri | Poziția în topuri | Album |
| Anul | Titlu       | SPA               | GER               | AUT               | SWI               | ITA               | NL                | Album |
| ---- | ----------- | ----------------- | ----------------- | ----------------- | ----------------- | ----------------- | ----------------- | ----- |
| 2012 | "Bara Bará" | 48                | 42                | 45                | -                 | -                 | 81                | TBA   |

## Alte variante
Bara Bará a fost lensată de cântărețul Alex Ferrari în Franța și altă variantă în Olanda,lansată de Leo Rodríguez.